# Reguła Sarrusa
Reguła Sarrusa, albo schemat Sarrusa to praktyczny sposób obliczania wyznacznika stopnia 3, gdzie skorzystanie z rozwinięcia Laplace'a może być niewygodne. Algorytm ten został odkryty przez francuskiego matematyka Pierre'a Sarrusa.
Aby obliczyć wyznacznik:
{\displaystyle \left|{\begin{matrix}a_{11}&a_{12}&a_{13}\\a_{21}&a_{22}&a_{23}\\a_{31}&a_{32}&a_{33}\end{matrix}}\right|}
dopisuje się z jego prawej strony dwie pierwsze kolumny,
oblicza sumę iloczynów wzdłuż "czerwonych strzałek" i odejmuje od niej sumę iloczynów wzdłuż "niebieskich strzałek".
Wzór ma postać:
{\displaystyle (a_{11}\cdot a_{22}\cdot a_{33}+a_{12}\cdot a_{23}\cdot a_{31}+a_{13}\cdot a_{21}\cdot a_{32})-(a_{13}\cdot a_{22}\cdot a_{31}+a_{11}\cdot a_{23}\cdot a_{32}+a_{12}\cdot a_{21}\cdot a_{33})}
W innej wersji schematu dopisuje się dwa pierwsze wiersze pod wyznacznikiem, a następnie postępuje jak wyżej.
Wtedy wzór ma postać następującą:
{\displaystyle (a_{11}\cdot a_{22}\cdot a_{33}+a_{21}\cdot a_{32}\cdot a_{13}+a_{31}\cdot a_{12}\cdot a_{23})-(a_{13}\cdot a_{22}\cdot a_{31}+a_{23}\cdot a_{32}\cdot a_{11}+a_{33}\cdot a_{12}\cdot a_{21})}
Reguła Sarrusa nie przenosi się na wyznaczniki wyższych stopni.

## Przykład

Dopisując z prawej strony za wyznacznikiem
{\displaystyle {\begin{vmatrix}2&3&5\\-1&4&6\\3&-2&7\end{vmatrix}}}
dwie pierwsze kolumny, otrzymujemy
{\displaystyle {\begin{vmatrix}2&3&5\\-1&4&6\\3&-2&7\end{vmatrix}}\quad {\begin{matrix}2&3\\-1&4\\3&-2\end{matrix}}}

i obliczamy: (2·4·7 + 3·6·3 + 5·(-1)·(-2)) – (5·4·3 + 2·6·(-2) + 3·(-1)·7) = 120 – 15 = 105.